# Понедельник булыжников
Бунт, известный как «Каменный понедельник» или, точнее, «Понедельник булыжников» (Stony Monday Riot), произошёл 17 сентября 1849 года в Байтауне (ныне Оттава), Онтарио.
В 1849 году в Монреале находился парламент Канады, уже не первый раз переезжавший из города в город. Парламент принял большинством в 47 голосов против 18 Закон о возмещении потерь потерпевшим от восстания 1837—1838 гг, причём его поддержало большинство не только среди англоязычных депутатов из Нижней Канады, но и среди депутатов Верхней Канады. Несмотря все протесты, лорд Элгин, тогдашний генерал-губернатор, в апреле 1849 года подписал законопроект, компенсирующий жителям Нижней Канады потери, понесенные во время восстаний 1837-38 годов.
Законопроект был непопулярным среди лоялистов, известных как Тори, потому что он компенсировал тех, кто участвовал в восстании, кроме случаев, когда они были осуждены за измену. Во время беспорядков, которые последовали в Монреале, тогдашней столице Канады, лорд Элгин подвергся нападению, а здания парламента были сожжены.
Лорд Элгин дал понять, что он рассматривает вопрос о переносе столицы страны и запланировал визит в Байтаун. Сторонники Тори, в том числе мэр Роберт Херви, выступили против организации приёма лорда Элгина. На совещании по планированию визита, организованном реформистами на Северном рынке, в настоящее время — часть рынка Байуорд, столкнулись две противоположные стороны. Сначала в ход пошли палки и камни, а затем огнестрельное оружие. 30 человек были ранены, а один человек, Дэвид Бортвик, был застрелен.
Два дня спустя две политические группировки, вооруженные пушками, мушкетами и пистолетами, столкнулись на мосту Сапёров через канал Ридо, но военные прибыли вовремя, чтобы разрядить обстановку.
Лорд Элгин отложил свой визит до июля 1853 года и получил теплый прием. Байтаун, переименованный в Оттаву в 1855 году, стал столицей Канады в 1867 году.